# Дамське танго
Дамське танго (рос. Дамское танго) — радянський художній фільм 1983 року.

## Сюжет
Після того, як одружився син, героїня відчула себе нікому не потрібною. Виїхавши до рідних в село, вона зустріла і покохала сезонного робітника Федора. Але скінчилася пора відпусток — і до Федора повернулася дружина з улюбленою дочкою …

## У ролях
- Валентина Федотова —  Катерина Платонівна, дочка Платона і Власівни, мати Діми, кохана Федора, телефоністка
- Анатолій Васильєв —  Федір Васильович, чоловік Ольги, батько Оленки, коханий Катерини, зварювальник
- Раїса Рязанова —  Анастасія Філімонова, дружина Павла, мачуха Люсі, подруга Катерини і Федора, доярка
- Леонід Неведомський —  Павло Павлович Філімонов, чоловік Анастасії, батько Люсі, друг Катерини і Федора, бригадир
- Микола Крючков —  дід Платон, чоловік Власівни, батько Катерини, дідусь Діми, друг діда Гришані, банщик
- Марія Скворцова —  Власівна, дружина діда Платона, мати Катерини, бабуся Діми
- Борис Новиков —  дід Гришаня, друг діда Платона
- Світлана Селезньова —  Людмила (Люся) Павлівна Філімонова, дочка Павла Павловича, падчерка Анастасії, майбутня актриса
- Сергій Федоров —  Василь (Вася) Гнатович Коромислін, режисер місцевого театру
- Сергій Рубеко —  Геннадій (Гена) Литаврин, чоловік Галки, шофер
- Яна Друзь —  Галина (Галка) Литаврина, вагітна дружина Гени
- Володимир Шуранов —  Вадим (Вадик)  (в титрах В. Мухаметов)
- Вадим Захарченко —  відрядженний полковник міліції
- Тетяна Рудіна —  Зіна, офіціантка в ресторані
- Катерина Вороніна —  Ольга, дружина Федора, мама Оленки  (в титрах К. Никоненко)
- Віра Трофимова —  Марина, наречена Діми  (немає в титрах)
- Розалія Ерденко —  співачка і артистка циганського ансамблю «Джанг»  (немає в титрах)
- Микола Ерденко —  скрипаль, артист та керівник циганського ансамблю «Джанг»  (немає в титрах)
- Володимир Епископосян —  артист циганського ансамблю «Джанг» з бубном  (немає в титрах)
- Катерина Жемчужная —  артистка циганського ансамблю «Джанг»  (немає в титрах)
- Леонсія Ерденко —  юна артистка циганського ансамблю «Джанг»
- Рада Ерденко —  юна артистка циганського ансамблю «Джанг»
- Лідія Корольова —  телефоністка, колега Катерини  (немає в титрах)
- Леонід Трутнєв —  газовик в тільняшці в ресторані  (немає в титрах)
- Володимир Нікітін —  пасажир теплохода  (немає в титрах)

## Знімальна група
- Режисер — Суламбек Мамілов
- Сценарист — Валерій Чіков
- Оператор — Гасан Тутунов
- Композитор — Віктор Рафаелов
- Художник — Борис Дуленков